# کبوتر گلگون
کبوتر گلگون (نام علمی: Patagioenas subvinacea) نام یک گونه از سرده کبوتر میدانی آمریکایی است.